# Ідеал (Нижньогородська область)
Ідеал (рос. Идеал) — селище у складі Ардатовського району Нижньогородської області. Входить до складу Стексовської сільської ради.

## Населення
| 1999 | 2002 | 2010 |
| ---- | ---- | ---- |
| 368  | ↘318 | ↘189 |